# Thomas George Knox

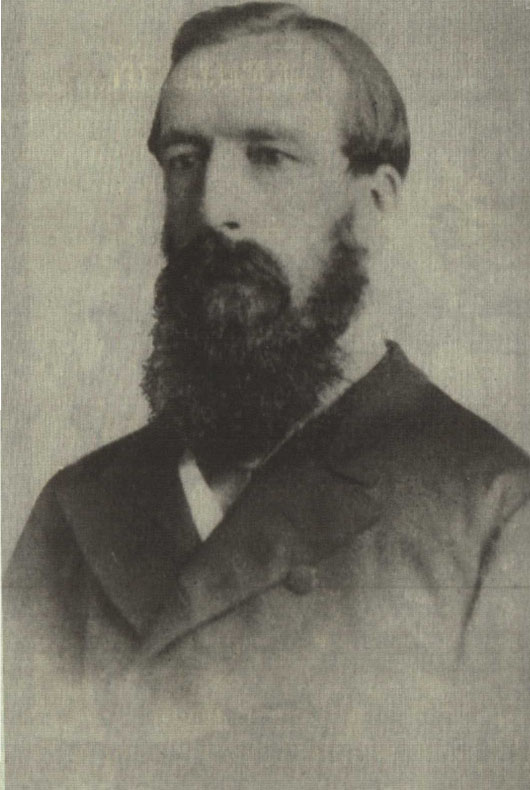
Thomas George Knox

Sir Thomas George Knox KCMG (* Januar 1824 in Dungannon; † 29. Juli 1887 in Eaux-Chaudes, Département Basses-Pyrénées, Frankreich) war ein britischer Offizier und Diplomat in Siam.

## Leben
Knox war der älteste überlebende Sohn des Rev. James Spencer Knox, anglikanischer Pfarrer von Maghera im irischen County Londonderry (heute Nordirland), und Clara Barbara Beresford. Er gehörte zur Volksgruppe der Ulster-Schotten, d. h. der schottischstämmigen Bevölkerung Nordirlands. 1840 trat er als Ensign des 65th Regiment of Foot in die British Army ein und wechselte 1842 als Lieutenant zum 98th Regiment of Foot. Mit letzterem Regiment war er in Indien und in China stationiert, bevor er im Dezember 1848 seinen Offiziersposten verkaufte und aus der British Army ausschied. 
Später wurde er Mitarbeiter der Britischen Ostindienkompanie. Von 1851 bis 1857 diente er als Militärberater unter König Mongkut von Siam (Rama IV.) und bildete insbesondere die Truppen des Uparat („Zweiten Königs“) Pinklao aus. Ab 1857 wirkte er als Übersetzer am britischen Konsulat in Bangkok, von Dezember 1859 bis Mai 1860 war er mit der Wahrnehmung der Geschäfte des Konsuls betraut. 
Knox wurde im November 1864 selbst zum britischen Konsul in Siam ernannt und 1869 zum Generalkonsul erhoben. Im Zuge der Affäre um den Ehemann seiner Tochter (siehe unten) wurde Knox 1879 aus Siam abberufen und pensioniert. Danach wurde er 1880 als Knight Commander des Order of St. Michael and St. George geadelt.
1854 heiratete Knox die siamesische Adlige Prang († 1888), Tochter des Phraya Somkok. Das Paar hatte drei Kinder:
- Fanny Knox (1856–1925), die 1879 den siamesischen Adligen Phra Prichakonlakan heiratete, der auf Betreiben des Regenten Chaophraya Si Suriyawong hingerichtet wurde;
- Caroline Knox (1857–1893), die Louis Leonowens heiratete;
- Thomas Spencer Knox (1859–1923).

Knox war lange Jahre Mitglied der Royal Asiatic Society.